# چوئه کوم-چول
چوئه کوم-چول (انگلیسی: Choe Kum-chol؛ زادهٔ ۹ فوریهٔ ۱۹۸۷) بازیکن فوتبال اهل کره شمالی است.
از باشگاه‌هایی که در آن بازی کرده‌است می‌توان به باشگاه فوتبال موانگتونگ یونایتد و باشگاه فوتبال ۲۵ آوریل اشاره کرد.